# Virus d'Ebola
|  | Per la malaltia vegeu Febre hemorràgica de l'Ebola |

El virus d'Ebola és un virus de la família Filoviridae i gènere Ebolavirus, anteriorment ubicat dins el gènere Filovirus, situació taxonòmica que compartia amb el virus de Marburg. Aquest nom prové del riu Ebola (a la República Democràtica del Congo, antic Zaire), on va ser identificat per primera vegada el 1976 durant una epidèmia.
Aquest virus és el causant de la Febre hemorràgica de l'Ebola, una malaltia infecciosa, altament contagiosa i molt severa que afecta tant a animals com a éssers humans. Els virus Ebola i virus de Marburg són les dues espècies tipus del gènere Filovirus, l'únic conegut a la família Filoviridae. Aquesta família comparteix moltes característiques amb les famílies Paramyxoviridae i Rhabdoviridae; totes formen l'ordre Mononegavirales. El virus Ebola no presenta reaccions serològiques creuades amb el virus de Marburg, això permet la seva identificació serològica.

## Història
El virus d'Ebola (abreujat EBOV) va ser descrit per primera vegada el 1976 per David Finkes. En l'actualitat, el virus és l'únic membre de l'espècie Zaire ebolavirus, que s'inclou en el gènere virus Ebola, la família Filoviridae, ordre Mononegavirales. En el virus de l'Ebola el nom es deriva del riu Ebola (un riu que es creia estava en les proximitats de la zona de la República Democràtica del Congo, anteriorment anomenada Zaire, on es va produir el primer brot registrat de la malaltia del virus de l'Ebola) i el sufix taxonòmic de virus.
D'acord amb les regles per a l'assignació de noms taxonòmic establerts pel Comitè Internacional de Taxonomia de Virus (ICTV), el nom del virus Ebola és sempre en majúscula, però mai escrit en cursiva, i pot ser abreujada (essent EBOV l'acrònim oficial).

### Designacions anteriors del virus
El virus Ebola es va introduir per primera vegada com una possible nova "soca" del virus de Marburg en el 1977 per dos equips de recerca diferents. Al mateix temps, un tercer equip va introduir el nom de virus Ebola. En el 2000, el nom del virus va ser canviat a virus Ebola Zaire, i el 2005 a Zaire ebolavirus. No obstant això, la majoria dels articles científics van seguir referint-se al virus de l'Ebola o utilitzen els termes virus Ebola i Zaire ebolavirus en paral·lel. En conseqüència, el 2010, va ser reintegrat el nom de virus Ebola. EBOV-Z (pel virus d'Ebola Zaire) i més recentment ZEBOV (per virus Ebola Zaire o Zaire ebolavirus) eren acrònims anteriors. El 2010, EBOV va ser reinstal·lat com l'acrònim per al virus.

## Aparició de soques i brots de l'Ebola
Ebola-Zaire

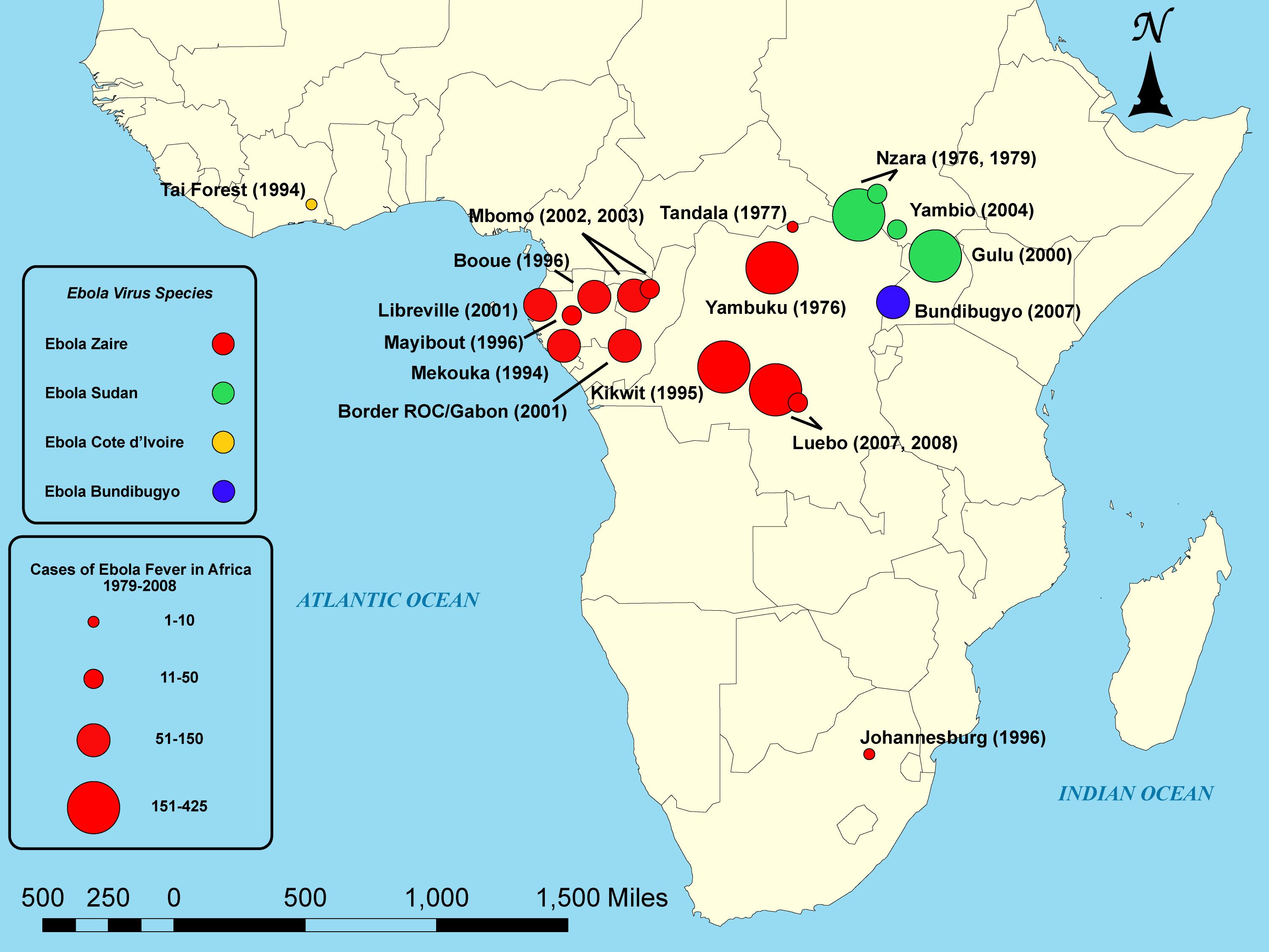
Mapa dels diferents brots del virus d'Ebola

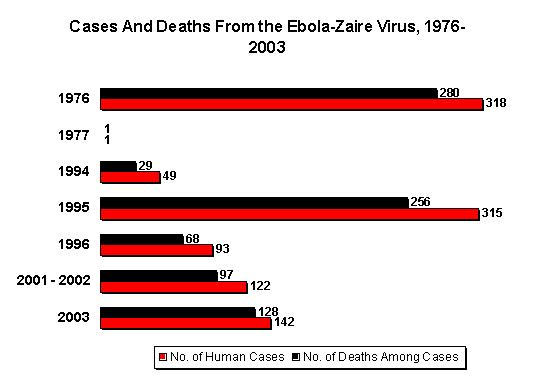
Brots d'Ebola-Zaire

La soca Ebola-Zaire té la major taxa de mortalitat, fins a 90% en algunes epidèmies, amb una mitjana d'un 83%. El primer brot va succeir el 26 d'agost de 1976 a Yambuku, una ciutat del nord de Zaire (actualment, República Democràtica del Congo). El primer cas registrat va ser Mabalo Lokela, un professor d'escola de 44 anys que tornava d'un viatge pel nord del Zaire. La seva alta febre va ser diagnosticada com un cas de malària, i en conseqüència se li va administrar quinina. Lokela va tornar a l'hospital cada dia; una setmana després, els seus símptomes incloïen vòmits incontrolables, diarrea sagnant, mal de cap, marejos i dificultats respiratòries. Més tard va començar a sagnar pel nas, boca i anus morint el 8 de setembre de 1976, després de 14 dies de manifestar-se-li els primers símptomes.
En 2014 va succerir el major brot de la història d'aquesta soca i també el major brot que es coneix d'Ebola, que afectà inicialment a Guinea-Conakry, expandint-se posteriorment a Libèria i Sierra Leone.
| Data                      | Lloc d'aparició                                                                    | Casos/morts (taxa de mortalitat) |
| ------------------------- | ---------------------------------------------------------------------------------- | -------------------------------- |
| 1994: desembre - febrer   | Gabon                                                                              | 49/29 (59%)                      |
| 1995: abril - juny        | Zaire (actualment RDC)                                                             | 345/256 (74%)                    |
| 1996: gener - abril       | Gabon                                                                              | 93/68 (73%)                      |
| 2001/2002: octubre/març   | Gabon i República del Congo                                                        | 122/96 (79%)                     |
| 2002/2003: desembre/abril | República del Congo, en les viles de Mbomo i Kellé del Departament Cuvette Ouest   | 143/128 (90%)                    |
| 2003: novembre - desembre | República del Congo, en les viles de Mbomo i Mbandza del Departament Cuvette Ouest | 35/29 (83%)                      |
| 2007: abril - octubre     | Kasai Occidental (República del Congo)                                             | 264/187 (71%)                    |
| 2012: juliol - octubre    | Uganda                                                                             | 24/17 (71%)                      |
| 2012: setembre - novembre | República Democràtica del Congo                                                    | 62/34 (55%)                      |
| 2014                      | Guinea-Conakry, Libèria i Sierra Leone (Brot de 2014 d'àfrica occidental)          | 1.711/932 (54%)                  |

Ebola-Sudan

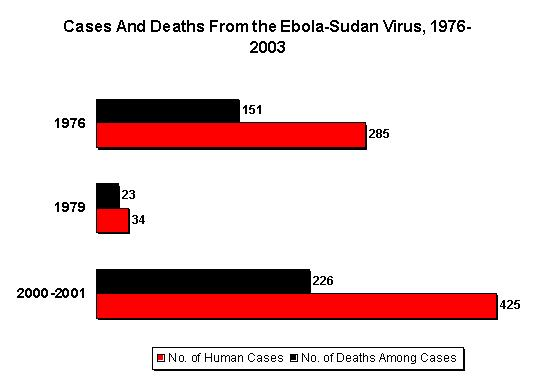
Brots d'Ebola-Sudan

L'Ebola-Sudan va ser la segona soca classificada del virus, en 1976. Aparentment es va originar entre els treballadors d'una fàbrica de cotó en Nzara, Suen, ja que el primer cas registrat va ser un dels treballadors. No obstant això, els científics que van analitzar a tots els animals i insectes que hi havia a la fàbrica, no van poder trobar cap que donés positiu al virus d'Ebola. El transmissor original encara es desconeix. L'epidèmia va acabar causant 151 morts entre les 285 persones que van resultar infectades.
| Data        | Lloc d'aparició                                                                     | Casos/morts (taxa de mortalitat) |
| ----------- | ----------------------------------------------------------------------------------- | -------------------------------- |
| 1976        | Comtats de Nzara i Maridi (Sudan), a l'Estat d'Equatòria Occidental (Sudan del Sud) | 285/151 (53%)                    |
| 1979        | Comtat de Nzara (Sudan)                                                             | 34/22 (65%)                      |
| 2000 - 2001 | Districtes de Gulu, Masindi, i Mbarara (Uganda)                                     | 425/224 (53%)                    |
| 2004        | Sudan                                                                               | 17/7 (41%)                       |

Ebola-Reston
Va aparèixer al novembre de 1989 en un grup de cent macacos (Macaca fascicularis) importats des de les Filipines fins a Reston (Virgínia), EUA. Un altre carregament de macacos infectats va ser també enviat a Filadèlfia, Estats Units. Aquesta epidèmia va ser altament letal en els macacos, però no va causar cap mort entre els humans. No obstant això, 6 dels encarregats de manipular els animals van donar positiu al virus, dos d'ells a causa d'una exposició prèvia. Sobre aquest incident l'escriptor nord-americà Richard Preston va escriure un llibre de notable èxit: The Hot Zone, traduït a l'espanyol amb el títol de Zona calenta. Més micos infectats amb Ebola-Reston van ser enviats de nou a Reston i Texas al febrer de 1990. També es van detectar en 1992 en Siena (Itàlia) i a Texas de nou al març de 1996. Cap humà va ser infectat en aquests últims brots.
El 23 de gener de 2009, el Govern de les Filipines va anunciar la detecció d'anticossos IgG enfront del virus Ebola Reston (ERV) en una persona que podia haver estat en contacte amb porcs malalts.
El 30 de gener de 2009, el Govern va anunciar la detecció d'anticossos anti-ERV en altres quatre persones: dos grangers de Bulacán i un altre de Pangasinán (les dues granges, ambdues en el nord de Luzón, estan en quarantena per haver-se detectat infeccions porcines per ERV) i un carnicer d'un escorxador de Pangasinán. El cas seropositiu anunciat el 23 de gener té una explotació domèstica de porcs a Ciutat Valenzuela (un barri de l'àrea metropolitana de Manila).
Uns 6.000 porcs d'una explotació ramadera situada al nord de Manila van ser sacrificats per impedir l'expansió d'una epidèmia del virus Ebola-Reston.

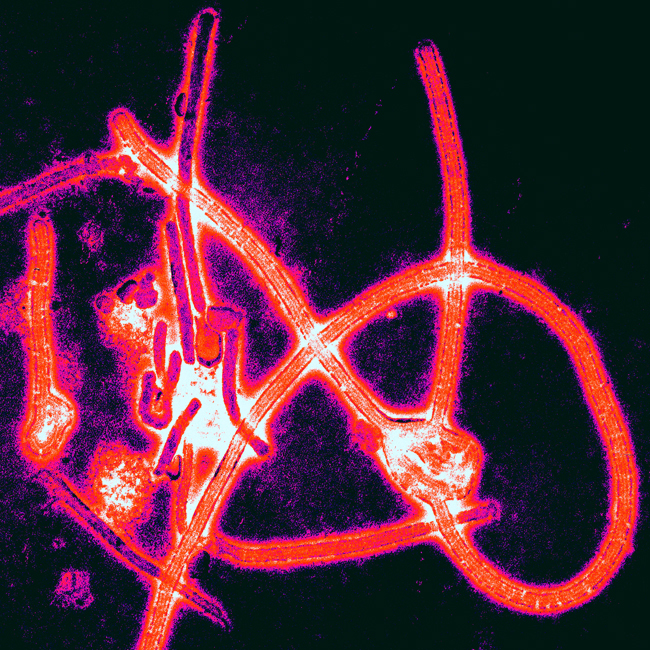
Micrografia electrònica de color realçat de partícules de virus de l'Ebola

Aquests recents casos a les Filipines representen la primera vegada que l'Ebola-Reston ha estat detectat en porcs, i també la primera vegada que se sospita una transmissió del virus Ebola-Reston des del porc en ser humà.
Ebola-Tai-Forest
Aquest subtipus d'Ebola va ser descobert entre els ximpanzés dels boscos de Thai a Costa d'Ivori. L'1 de novembre de 1994, es van trobar els cadàvers de dos ximpanzés en aquest bosc. Les autòpsies van revelar que hi havia sang marró en el cor dels dos ximpanzés, i que un d'ells presentava els pulmons plens de sang. Els estudis dels teixits presos dels ximpanzés van llançar moltes similituds amb la soca Ebola-Zaire que durant el 1976 va causar estralls a Zaire i Sudan. El 1994, es van trobar més ximpanzés morts, molts d'ells van donar positiu a l'Ebola després d'utilitzar-se tests moleculars. Es creu que l'origen del brot va ser la carn d'alguns micos infectats de l'espècie Colobus vermella que els ximpanzés atacaven.
Una dels científics que van dur a terme les autòpsies dels ximpanzés infectats va contreure Ebola. Va desenvolupar els primers símptomes, similars al dengue o la malària, aproximadament una setmana després de les autòpsies. Va ser transportada a Suïssa per rebre tractament. Dues setmanes després va ser donada d'alta, i sis setmanes després de la infecció estava completament recuperada.
El 29 de novembre de 2007, el ministre ugandès de Salut va confirmar que la febre hemorràgica que ha matat almenys a 35 persones i que ha infectat a 127 a Uganda, ha estat provocada pel virus de l'Ebola.
Les morts es van registrar a la regió de Bundibugyo, a la frontera amb la República Democràtica del Congo.
Després d'analitzar les mostres el Laboratori Nacional dels Estats Units i el Centre per al Control de les Malalties, l'Organització Mundial de la Salut ha confirmat que es tracta d'una nova soca del virus d'Ebola.
Ebola a Europa
El primer europeu infectat per aquesta malaltia va ser el religiós espanyol de 75 anys Miguel Pajares, que es trobava treballant en un centre sanitari a Libèria, el 5 d'agost de 2014. Va ser repatriat a Espanya en avió per intentar ser tractat de la seva malaltia. Tot i rebre el tractament experimental desenvolupat pels Estats Units, va morir pocs dies després, el 12 d'agost de 2014.
Dos mesos més tard es detectà a Madrid el primer cas confirmat d'Ebola contagiat fora d'Àfrica. El positiu el donà una auxiliar d'infermeria que va atendre el missioner Manuel García Viejo, mort per Ebola el 25 de setembre a Espanya. García Viejo, director mèdic de l'Hospital Sant Joan de Déu de la ciutat de Lunsar, va ser repatriat a Espanya quan se li va detectar la malaltia.

## Ultraestructura
Les micrografies electròniques de l'EBOV mostren que té una estructura filiforme característica d'un filovirus. L'EBOV VP30 és d'uns 288 aminoàcids de longitud. Els virions són tubulars generalment, però variables generalment i poden aparèixer com el clàssic bastó del pastor o pern d'anella, com una U o un 6, o en espiral, circular, o ramificats; les tècniques de laboratori, com ara la centrifugació, poden ser l'origen d'algunes d'aquestes formacions. Els virions són generalment de 80 nm de diàmetre amb una bicapa lipídica ancoratge de la glicoproteïna que es projecta de 7 a 10 nm de punts llargs des de la seva superfície. Són de longitud variable, típicament al voltant de 800 nm, però poden ser de fins a 1000 nm de longitud. El centre del virió és una estructura anomenada nucleocàpside, que està formada per l'ARN genòmic viral enrotllada helicoïdalment de forma complexa amb les proteïnes NP, VP35, VP30, i L. Té un diàmetre de 80 nm i conté un canal central de 20-30 nm de diàmetre. La glicoproteïna codificada pel virus (GP) està en pics de 10 nm de longitud i separada uns 10 nm de distància en l'embolcall viral extern del virió, i es deriva de la membrana de la cèl·lula hoste. Entre la part externa i la nucleocàpside, en l'anomenat espai de la matriu, es troben les proteïnes virals VP40 i VP24.

## Genoma
Cada virió conté una molècula d'ARN lineal, de cadena senzilla, de sentit negatiu, de 18.959-18.961 nucleòtids de longitud. L'extrem 3' no està poliadenilad i l'extrem 5' no té un límit. Es va trobar que 472 nucleòtids des del 3' final i 731 nucleòtids del 5' de l'extrem són suficients per a la replicació. Codificada per a set proteïnes estructurals i una proteïna no estructural. L'ordre dels gens és 3 ' - líder - NP - VP35 - VP40 - GP/sGP - VP30 - VP24 - L - Remolc – 5', on el líder i el remolc són les regions no transcrites, que transporten senyals importants per controlar la transcripció, replicació i empaquetament dels genomes virals en nous virions. El material genòmic per si mateix no és infecciós, perquè les proteïnes virals, entre elles l'ARN polimerasa dependent de l'ARN, són necessaris per transcriure el genoma viral en els mARN, ja que és un virus d'ARN de sentit negatiu, i per a la replicació del genoma viral. Les seccions de l'NP i dels gens L dels filovirus s'han identificat com endògens en els genomes de diversos grups de petits mamífers.

## Cicle viral
El recollidor de Niemann C1 (Niemann - Pick C1) (NPC1) sembla essencial per a la infecció de l'Ebola. Dos estudis independents publicats en la mateixa edició de Nature mostren que l'entrada a les cèl·lules del virus Ebola i la replicació requereixen la proteïna NPC1 transportadora del colesterol. Les cèl·lules defectuoses en el complex HOPS o la funció NPC1, incloent-hi fibroblasts primaris derivats de pacients amb malaltia de C1 humà de Niemann-Pick, són resistents a la infecció per EboV i MarV, però segueixen sent plenament susceptibles a una sèrie de virus no relacionats. Això podria implicar que les mutacions genètiques en el gen NPC1 en humans podrien fer que algunes persones resistents a un dels virus més mortals coneguts que afecten els éssers humans. Els mateixos estudis descriuen resultats similars amb el cosí de l'Ebola en el grup filovirus, el virus de Marburg, demostrant que ell també necessita NPC1 per entrar a les cèl·lules. A més, NPC1 ha demostrat ser fonamental per a escriure els filovirus perquè intervé en la infecció mitjançant la unió directament a la glicoproteïna de l'Embolcall víric. Un estudi posterior va confirmar les troballes segons les quals NPC1 és un receptor de filovirus crític que intervé en la infecció mitjançant la unió directament a la glicoproteïna de l'embolcall viral i que el segon domini lisosomal de NPC1 intervé en aquesta unió.
En un dels estudis originals, una molècula petita ha demostrat inhibir la infecció pel virus d'Ebola mitjançant la prevenció de la unió de la glicoproteïna del virus a NPC1. En l'altre estudi, els ratolins que eren heterozigots per NPC1, es va mostrar a estar protegits del desafiament letal amb el ratolí adaptat al virus Ebola. [12] En conjunt, aquests estudis suggereixen que l'NPC1 pot ser una potencial diana terapèutica per a un medicament antiviral contra l'Ebola.
Sent acel·lulars, els virus no proliferen a través de la divisió cel·lular; en el seu lloc, utilitzen la maquinària i el metabolisme de la cèl·lula hoste per produir múltiples còpies de si mateixos, i s'acoblen a la cèl·lula.
- El virus s'uneix als receptors de l'hoste a través de la glicoproteïna (GP) peplòmer de la superfície i entra per endocitosi en els macropinosomes a la cèl·lula hoste[31]
- La membrana viral es fusiona amb la membrana de la vesícula, la nucleocàpside s'allibera dins del citoplasma
- L'ssARN de sentit genòmic negatiu encapsidat, s'usa com a plantilla per a la síntesi del (3'- 5') del mARNs poliadenilat
- Usant la maquinària de la cèl·lula hoste, es produeix la traducció de l'mARN en proteïnes virals
- Les proteïnes virals són processades, la glicoproteïna precursora (GP0) s'escindeix en GP1 i GP2, que estan fortament glicosilades. Aquestes dues molècules s'acoblen, primer a heterodímers, i després en trímers per donar els peplòmers de superfície. La glicoproteïna secretada (sGP) precursora s'escindeix en sGP i pèptid delta, els quals són alliberats per la cèl·lula
- Així com els nivells de proteïnes virals augmenten, es produeix un canvi de la conversió a la replicació. Usant l'ARN de sentit genòmic negatiu com a plantilla, se sintetitza un +ssARN complementari; aquest s'utilitza llavors com un motlle per a la síntesi del nou (-)ssARN genòmic, que és encapsidat ràpidament
- Les nucleocápsides acabades de formar i les proteïnes de l'embolcall s'associen a la membrana plasmàtica de la cèl·lula hoste; la brotació es produeix donant lloc a la destrucció de la cèl·lula

## Clínica
Un virus de l'espècie Zaire ebolavirus és un virus d'Ebola si té les propietats dels ebolavirus Zaire i si el seu genoma difereix de la del prototip Zaire ebolavirus, variant del virus Ebola Mayinga (EBOV/May), pel ≤ 10% a escala de nucleòtids.
Els símptomes són variables; al començament sol ser, generalment, sobtat i caracteritzat per febre alta, prostració, miàlgia o dolor muscular sever, artràlgies, dolor abdominal i cefalea.
En un lapse d'una setmana, apareix en tot el cos una erupció, freqüentment hemorràgica. Les hemorràgies es presenten generalment des del tub gastrointestinal, fent que l'infectat sagni tant per la boca com pel recte. La taxa de mortalitat és alta, arribant a un 90% i els pacients generalment moren per xoc hipovolèmic per la pèrdua de sang.
El virus de l'Ebola, com tots els virus «calents», no té cura ni cap tractament específic. El tractament que s'utilitza en l'actualitat és de sosteniment, suport cardiopulmonar i de medicina intensiva, tenint en compte l'aïllament del pacient i la protecció de risc biològic per als prestadors de salut. Cura extrema amb secrecions del pacient perquè és una infecció molt contagiosa.
Pel que fa a una vacuna, es realitzen investigacions però aquestes es compliquen perquè encara no es coneixen totes les proteïnes del virus i perquè hi ha només cinc laboratoris equipats per treballar amb un virus com aquest.
Aquests laboratoris es troben als EUA, Canadà, Rússia, França i Alemanya. Els més coneguts són el del CDC (Centers for Disease Control, Centres per al Control de Malalties) a Atlanta, Geòrgia (Estats Units), i el USAMRIID (The United States Army Medical Research Institute for Infectious Diseases, Institut d'Investigació Mèdica de l'Exèrcit dels Estats Units per Malalties Infeccioses).
És de fàcil reproducció en laboratoris, altament eficaç per aerosols, molt contagiós, la mortalitat per ebola pot arribar al 90%, i el més rellevant és que no existeix encara tractament específic.
Malgrat el que es va creure en un principi, s'ha demostrat que el sèrum consistent en la sang dels supervivents al virus no és efectiu en el tractament de la malaltia.
El 1998, Maurice Iwu va anunciar al Congrés Internacional de Botànica que l'extracte de la fruita de Garcinia kola, un arbre de l'Àfrica occidental, utilitzat per curanderos locals en altres molèsties, detenia el creixement del virus en proves de laboratori. Tanmateix, no existeixen estudis sobre aquest suposat efecte.
Científics del USAMRIID i altres instituts han aconseguit produir una vacuna de Virus Ebola desactivat muntat en virus del refredat comú, que sembla haver tingut èxit en ratolins i micos. Això dona esperança a tots aquells que viuen en zones on l'Ebola és endèmic, i pot ser el primer pas per a l'elaboració d'altres vacunes.